# Polorejo
Polorejo is een bestuurslaag in het regentschap Ponorogo van de provincie Oost-Java, Indonesië. Polorejo telt 4533 inwoners (volkstelling 2010).